# Kallvattensjögurka
Kallvattensjögurka (Ekmania barthii) är en sjögurkeart som först beskrevs av Franz Hermann Troschel 1846.  Kallvattensjögurka är enda arten i släktet Ekmania som ingår i familjen svanssjögurkor. Enligt den svenska rödlistan är arten otillräckligt studerad i Sverige. Arten förekommer i Götaland. Artens livsmiljö är havet.